# Sint-Antoniuskapel (Panheel)
De Sint-Antoniuskapel is een kapel in Panheel in de Nederlandse gemeente Maasgouw. De kapel staat aan de Thornerweg nabij de kruising van het dorp. Ten zuidwesten staat de Onze-Lieve-Vrouw-van-het-Heilig-Hartkapel.
De kapel is gewijd aan de heilige Antonius van Padua.

## Geschiedenis
In 1976 werd de kapel gebouwd.

## Bouwwerk
De bakstenen kapel is een niskapel gebouwd op een vierkant plattegrond en wordt gedekt door een zadeldak van baksteen, bekleed met dakleer. De geveltop, de uiteindes van het zadeldak en op de hoeken van het basement is er hardsteen gebruikt.
In de frontgevel bevindt zich de rondboogvormige nis waarbij de sluitsteen, aanzetstenen, nog twee andere stenen en dorpel uitgevoerd zijn in hardsteen. De nis wordt afgesloten met een smeedijzeren sierhek, waarin de tekst St. Antonius aangebracht is met het jaartal 1976. De nis is van binnen bekleed met bruin geglazuurde tegels op de wanden onder een gestuukt tongewelf. In de nis staat een beeldje van de heilige Antonius die de heilige toont in bruine monnikspij, met op zijn linkerhand een boek waarop het kindje Jezus zit en in zijn rechterhand bloemen.